# Lega saudita professionistica 2008-2009
La Saudi Professional League 2008-2009 è stata la 34ª edizione della massima competizione nazionale per club della Arabia Saudita. L'Al-Ittihad ha conquistato il titolo nazionale per l'ottava volta.

## Squadre partecipanti
| Squadra    | Allenatori              | Nazionalità          | Città    | Stadio                               | Capacità | stagione 2007-2008 | Note                                        |
| ---------- | ----------------------- | -------------------- | -------- | ------------------------------------ | -------- | ------------------ | ------------------------------------------- |
| Abha       | Abdulqader Yomer        | Marocco (bandiera)   | Abha     | Prince Sultan bin Abdul Aziz Stadium | 20,000   | 2° In 1° Division  |                                             |
| Al-Ahli    | Stoycho Mladenov        | Bulgaria (bandiera)  | Jeddah   | Prince Abdullah Al-Faisal Stadium    | 24,000   | 8°                 | Qualificata in Coppa dei Campioni del Golfo |
| Al Hazm    | Luiz Ribeiro Pinto Neto | Brasile (bandiera)   | Ar Rass  | Al Hazm Club Stadium                 | 11,000   | 7°                 | Qualificata in Arab Champions League        |
| Al-Hilal   | Georges Leekens         | Belgio (bandiera)    | Riyadh   | King Fahd Stadium                    | 69,000   | Campione           | Qualificata in AFC Champions League 2009    |
| Al-Ittifaq | Ioan Andone             | Romania (bandiera)   | Dammam   | Prince Mohamed bin Fahd Stadium      | 30,000   | 4°                 | Qualificata in AFC Champions League 2009    |
| Al-Ittihad | Gabriel Calderón        | Argentina (bandiera) | Jeddah   | Prince Abdullah Al-Faisal Stadium    | 24,000   | 2°                 | Qualificata in AFC Champions League 2009    |
| Al-Nasr    | Edgardo Bauza           | Argentina (bandiera) | Riyadh   | King Fahd Stadium                    | 69,000   | 5°                 | Qualificata in Coppa dei Campioni del Golfo |
| Al Raed    | Mohamed Aldo            | Tunisia (bandiera)   | Buraydah | King Abdullah Sport City             | 35,000   | 1° In 1° Division  |                                             |
| Al-Shabab  | Enzo Trossero           | Argentina (bandiera) | Riyadh   | King Fahd Stadium                    | 69,000   | 3°                 | Qualificata in AFC Champions League 2009    |
| Al-Wahda   | Theo Bucker             | Germania (bandiera)  | Mecca    | King Abdul Aziz Stadium              | 28,550   | 6°                 | Qualificata in Arab Champions League        |
| Al-Watani  | Moussa Saïb             | Algeria (bandiera)   | Tabuk    | Khalid bin Abdul Aziz Stadium        | 20,000   | 9°                 |                                             |
| Najran SC  | Lotfy Albenzarte        | Tunisia (bandiera)   | Najrān   | Al Akhdoud Club Stadium              | 10,000   | 10°                |                                             |

## Classifica
|                           | Pos. | Squadra    | Pt | G  | V  | N | P  | GF | GS | DR  |
| ------------------------- | ---- | ---------- | -- | -- | -- | - | -- | -- | -- | --- |
| Arabia Saudita (bandiera) | 1.   | Al-Ittihad | 55 | 22 | 17 | 4 | 1  | 62 | 16 | +36 |
|                           | 2.   | Al-Hilal   | 41 | 22 | 11 | 8 | 3  | 49 | 33 | +16 |
|                           | 3.   | Al-Ahli    | 38 | 22 | 10 | 8 | 4  | 39 | 27 | +12 |
|                           | 4.   | Al-Shabab  | 35 | 22 | 11 | 2 | 9  | 47 | 37 | +10 |
|                           | 5.   | Al-Nassr   | 34 | 22 | 10 | 4 | 8  | 45 | 42 | +3  |
|                           | 6.   | Al-Ettifaq | 33 | 22 | 8  | 9 | 5  | 32 | 30 | +2  |
|                           | 7.   | Al-Wahda   | 31 | 22 | 9  | 4 | 9  | 36 | 35 | +1  |
|                           | 8.   | Al-Hazem   | 26 | 22 | 7  | 5 | 10 | 32 | 40 | -8  |
|                           | 9.   | Najran     | 24 | 22 | 6  | 6 | 10 | 34 | 39 | -5  |
|                           | 10.  | Al-Ra'ed   | 20 | 22 | 5  | 5 | 12 | 29 | 40 | -11 |
|                           | 11.  | Abha       | 17 | 22 | 5  | 2 | 15 | 28 | 56 | -28 |
|                           | 12.  | Al-Watani  | 11 | 22 | 2  | 5 | 15 | 26 | 53 | -27 |

Legenda:

      Campione dell'Arabia Saudita 2008-2009, ammessa alla AFC Champions League 2010

      Ammesse alla AFC Champions League 2010

      Retrocessa in Saudi Second Division 2009-2010

Note:
Tre punti a vittoria, uno a pareggio, zero a sconfitta.